# لی سنگ هان
لی سنگ هان (انگلیسی: Lee Sang-hun؛ زادهٔ ۱۱ اکتبر ۱۹۷۵) یک بازیکن فوتبال اهل کره جنوبی است.
وی همچنین در تیم‌های ملی فوتبال کره جنوبی کره جنوبی کره جنوبی بازی کرده‌است.